# WHA Meisterliga
WHA Meisterliga ist die höchste Frauen-Handballliga Österreichs. Bei den Herren wird sie mit dem Namen HLA Meisterliga bezeichnet. Sie wird vom Österreichischen Handballbund ausgerichtet.
In der WHA Meisterliga sind aktuell (Saison 2025/26) 12 Teams vertreten. Im Grunddurchgang spielen alle Teams eine einfache Hin- und Rückrunde gegen jeden Gegner. Danach spielen der Erst- und Zweitplatzierte im WHA-Finale in zwei Spielen im Europacup Modus um den Meistertitel.
Im parallel stattfindenden Bewerb der "Unter 18"-Mannschaften (WHA U18) wird nur der Grunddurchgang gespielt.

## Aktuelles

### Österreichische Meister seit 1972
| Hypo Niederösterreich | 47 | 1976/77, 1977/78, 1978/79, 1979/80, 1980/81, 1981/82, 1982/83, 1983/84, 1984/85, 1985/86, 1986/87, 1987/88, 1988/89, 1989/90, 1990/91, 1991/92, 1992/93, 1993/94, 1994/95, 1995/96, 1996/97, 1997/98, 1998/99, 1999/00, 2000/01, 2001/02, 2002/03, 2003/04, 2004/05, 2005/06, 2006/07, 2007/08, 2008/09, 2009/10, 2010/11, 2011/12, 2012/13, 2013/14, 2014/15, 2015/16, 2016/17, 2017/18, 2020/21, 2021/22, 2022/23, 2023/24, 2024/25 |
| Union Admira Landhaus | 05 | 1972, 1973, 1974, 1974/75, 1975/76 |
| WAT Atzgersdorf       | 01 | 2018/19 |

### Österreichische Meister im Handball
| Saison  | Meister                                      | Meistertrainer                               | Cupsieger                                    |
| ------- | -------------------------------------------- | -------------------------------------------- | -------------------------------------------- |
| 1972    | Union Admira Landhaus                        | nicht bekannt                                | nicht ausgetragen                            |
| 1973    | Union Admira Landhaus                        | nicht bekannt                                | nicht ausgetragen                            |
| 1974    | Union Admira Landhaus                        | nicht bekannt                                | nicht ausgetragen                            |
| 1974/75 | Union Admira Landhaus                        | nicht bekannt                                | nicht ausgetragen                            |
| 1975/76 | Union Admira Landhaus                        | nicht bekannt                                | nicht ausgetragen                            |
| 1976/77 | Hypo Niederösterreich                        | Andrzej Lech                                 | nicht ausgetragen                            |
| 1977/78 | Hypo Niederösterreich                        | Willi Winter                                 | nicht ausgetragen                            |
| 1978/79 | Hypo Niederösterreich                        | Willi Winter                                 | nicht ausgetragen                            |
| 1979/80 | Hypo Niederösterreich                        | Anne Winter                                  | nicht ausgetragen                            |
| 1980/81 | Hypo Niederösterreich                        | Harry Dittert                                | nicht ausgetragen                            |
| 1981/82 | Hypo Niederösterreich                        | Harry Dittert                                | nicht ausgetragen                            |
| 1982/83 | Hypo Niederösterreich                        | Laci Gross                                   | nicht ausgetragen                            |
| 1983/84 | Hypo Niederösterreich                        | Laci Laurenc                                 | nicht ausgetragen                            |
| 1984/85 | Hypo Niederösterreich                        | Laci Laurenc                                 | nicht ausgetragen                            |
| 1985/86 | Hypo Niederösterreich                        | Vinko Kandija                                | nicht ausgetragen                            |
| 1986/87 | Hypo Niederösterreich                        | Vinko Kandija                                | nicht ausgetragen                            |
| 1987/88 | Hypo Niederösterreich                        | Janos Czik                                   | Hypo Niederösterreich                        |
| 1988/89 | Hypo Niederösterreich                        | Janos Czik                                   | Hypo Niederösterreich                        |
| 1989/90 | Hypo Niederösterreich                        | Ton van Linder                               | Hypo Niederösterreich                        |
| 1990/91 | Hypo Niederösterreich                        | Sandor Vass                                  | Hypo Niederösterreich                        |
| 1991/92 | Hypo Niederösterreich                        | Vinko Kandija                                | Hypo Niederösterreich                        |
| 1992/93 | Hypo Niederösterreich                        | Arne Högdahl                                 | Hypo Niederösterreich                        |
| 1993/94 | Hypo Niederösterreich                        | Arne Högdahl                                 | Hypo Niederösterreich                        |
| 1994/95 | Hypo Niederösterreich                        | Arne Högdahl                                 | Hypo Niederösterreich                        |
| 1995/96 | Hypo Niederösterreich                        | Ivica Rimanic                                | Hypo Niederösterreich                        |
| 1996/97 | Hypo Niederösterreich                        | Ivica Rimanic, Ole Eliasen                   | Hypo Niederösterreich                        |
| 1997/98 | Hypo Niederösterreich                        | Anatolyj Ewtuschenko, Martin Matuschkowitz   | Hypo Niederösterreich                        |
| 1998/99 | Hypo Niederösterreich                        | Martin Matuschkowitz, Laszlo Kovacs          | Hypo Niederösterreich                        |
| 1999/00 | Hypo Niederösterreich                        | Odd Egil Eidsaether, Vinko Kandija           | Hypo Niederösterreich                        |
| 2000/01 | Hypo Niederösterreich                        | Lothar Doering, Vinko Kandija                | Hypo Niederösterreich                        |
| 2001/02 | Hypo Niederösterreich                        | Jan Packa                                    | Hypo Niederösterreich                        |
| 2002/03 | Hypo Niederösterreich                        | Janos Gyorka                                 | Hypo Niederösterreich                        |
| 2003/04 | Hypo Niederösterreich                        | Martin Matuschkowitz                         | Hypo Niederösterreich                        |
| 2004/05 | Hypo Niederösterreich                        | Ryan Zinglersen (1)                          | Hypo Niederösterreich                        |
| 2005/06 | Hypo Niederösterreich                        | Ryan Zinglersen (2)                          | Hypo Niederösterreich                        |
| 2006/07 | Hypo Niederösterreich                        | Ryan Zinglersen (3)                          | Hypo Niederösterreich                        |
| 2007/08 | Hypo Niederösterreich                        | András Németh (1)                            | Hypo Niederösterreich                        |
| 2008/09 | Hypo Niederösterreich                        | András Németh (2)                            | Hypo Niederösterreich                        |
| 2009/10 | Hypo Niederösterreich                        | Oh Seong-ok (1), Martin Matuschkowitz        | Hypo Niederösterreich                        |
| 2010/11 | Hypo Niederösterreich                        | Martin Matuschkowitz (1)                     | Hypo Niederösterreich                        |
| 2011/12 | Hypo Niederösterreich                        | András Németh (3)                            | Hypo Niederösterreich                        |
| 2012/13 | Hypo Niederösterreich                        | András Németh (4)                            | Hypo Niederösterreich                        |
| 2013/14 | Hypo Niederösterreich                        | Morten Soubak (1)                            | Hypo Niederösterreich                        |
| 2014/15 | Hypo Niederösterreich                        | Ferenc Kovács (1)                            | Hypo Niederösterreich                        |
| 2015/16 | Hypo Niederösterreich                        | Martin Matuschkowitz (2)                     | Hypo Niederösterreich                        |
| 2016/17 | Hypo Niederösterreich                        | Martin Matuschkowitz (3)                     | MGA Fivers                                   |
| 2017/18 | Hypo Niederösterreich                        | Martin Matuschkowitz (4)                     | UHC Stockerau                                |
| 2018/19 | WAT Atzgersdorf                              | Oliver Haunold (1)                           | Hypo Niederösterreich                        |
| 2019/20 | Saisonabbruch aufgrund der COVID-19-Pandemie | Saisonabbruch aufgrund der COVID-19-Pandemie | Saisonabbruch aufgrund der COVID-19-Pandemie |
| 2020/21 | Hypo Niederösterreich                        | Ferenc Kovács (2)                            | Hypo Niederösterreich                        |
| 2021/22 | Hypo Niederösterreich                        | Ferenc Kovács (3)                            | Hypo Niederösterreich                        |
| 2022/23 | Hypo Niederösterreich                        | Ferenc Kovács (4)                            | Hypo Niederösterreich                        |
| 2023/24 | Hypo Niederösterreich                        | Ferenc Kovács (5)                            | Hypo Niederösterreich                        |
| 2024/25 | Hypo Niederösterreich                        | Ferenc Kovács (6)                            | Hypo Niederösterreich                        |